# Metalik zielonawy
Metalik zielonawy (Metallura williami) – gatunek małego ptaka z rodziny kolibrowatych (Trochilidae). Występuje endemicznie na stokach Andów w północno-zachodniej części Ameryki Południowej – w Ekwadorze i Kolumbii. W Czerwonej księdze gatunków zagrożonych IUCN klasyfikowany jest jako gatunek najmniejszej troski (LC, ang. Least Concern).

## Systematyka
Gatunek ten po raz pierwszy zgodnie z zasadami nazewnictwa binominalnego opisali francuscy przyrodnicy Adolphe Delattre i Jules Bourcier w 1846 roku na łamach „Revue Zoologique, par la Société Cuvierienne”. Autorzy nadali gatunkowi nazwę  Trochilus Williami, a jako miejsce typowe podali okolice Popayán w Kolumbii.
Uważa się, że metalik zielonawy jest blisko spokrewniony z metalikiem łuskowanym (M. aeneocauda), metalikiem purpurowogardłym (M. odomae), metalikiem czerwonogardłym (M. eupogon), metalikiem fioletowogardłym (M. baroni) i metalikiem miedzianym (M. theresiae).
Obecnie wyróżnia się cztery podgatunki Metallura willliami:
- M. w. atrigularis Salvin, 1893  – metalik czarnogardły[6]
- M. w. primolina Bourcier, 1853  – metalik ekwadorski[6]
- M. w. recisa Wetmore, 1970  – metalik kolumbijski[6]
- M. w. williami (Delattre & Bourcier, 1846) – metalik zielonawy[6].

### Etymologia
- Metallura: gr. μεταλλον metallon „metal”; ουρα oura „ogon”[12].
- williami: na cześć Williama Savery’ego Wilsona (1803–1870), amerykańskiego finansisty mieszkającego w Paryżu[13].

## Morfologia
Mały koliber o średniej długości czarnym, prostym dziobie. Nogi i stopy czarne. Występuje niewielki dymorfizm płciowy. Samiec podgatunku nominatywnego ma górne i dolne części ciała butelkowozielone. Za okiem niewielka biała plamka. Na podgardlu i gardle opalizujący zielony śliniak. Ogon lekko rozwidlony, w górnej części opalizujący na fioletowoniebieski, a w dolnej na jedwabiście fioletowoniebieski. Samica jest podobna do samca. Ma łuskowane niejednolite dolne części ciała, śliniak niekompletny i zewnętrzne końcówki sterówek z białymi końcami. Młode osobniki są podobne do samic. Podgatunek M. w. recisa ma krótszy dziób i bardziej rozwidlony ogon: opalizujący na zielono od spodu. Podgatunek M. w. primolina ma czerwono-czarną górną część ogona i lśniąco zieloną dolną. M. w. atrigularis ma czarną plamkę na środku gardła, lśniący na zielono wąsko rozwidlony ogon. Długość ciała 11–12 cm, masa ciała 4,1–5,3 g.

## Zasięg występowania
Zasięg występowania (EOO, Extent of Occurrence) według szacunków organizacji BirdLife International obejmuje około 112 tys. km². Poszczególne podgatunki zamieszkują:
- M. w. atrigularis – Andy w południowym Ekwadorze od zachodniej części prowincji Morona-Santiago na południe do prowincji El Oro, Loja oraz Zamora-Chinchipe,
- M. w. primolina – wschodnie Andy w południowej Kolumbii (departament Nariño) na południe do południowego Ekwadoru (do północnej części prowincji Azuay),
- M. w. recisa – Páramo de Frontino w departamencie Antioquia w Kolumbii,
- M. w. williami – wschodnie i zachodnie stoki środkowych Andów w Kolumbii.

## Ekologia i zachowanie
Jego głównym habitatem są formacje roślinne paramo z pojedynczymi krzewami oraz skarłowaciałe krzewy na granicy górskich lasów mglistych z mchami i porostami. Występuje głównie na wysokościach od 2700 m n.p.m. do 3600 m n.p.m. w Ekwadorze i do 4000 m n.p.m. w Kolumbii. Sporadycznie spotykany jest na niższych wysokościach do 2100 m n.p.m. Dieta tego gatunku składa się głównie z nektaru roślin z rodzin zaczerniowatych i wrzosowatych. Długość pokolenia jest określana na 2,69 roku.

### Rozmnażanie
Informacje o rozmnażaniu są dosyć skąpe. W Kolumbii ptaki w okresie rozrodczym spotykano w środkowych Andach od lutego do końca marca, a na północnych krańcach zachodnich Andów w sierpniu. Ptaki z powiększonymi gonadami odłowiono w Ekwadorze w marcu i czerwcu, a aktywność w gniazdach obserwowano w lipcu i sierpniu. W okolicach wulkanu Sangay w Ekwadorze znaleziono 6 gniazd w promieniu 1,5 km. Gniazda zbudowane były głównie z mchu i wyścielone bawełnianym puchem roślinnym i drobnymi piórkami, umieszczone były blisko poziomu ziemi, na korzeniach lub w skalistych niszach, często blisko potoków. W lęgu zazwyczaj dwa białe jaja, które wysiadywane są przez samicę.

## Status
W Czerwonej księdze gatunków zagrożonych IUCN metalik zielonawy jest klasyfikowany jako gatunek najmniejszej troski (LC, ang. Least Concern). Liczebność populacji nie jest oszacowana, ale gatunek ten opisywany jest jako niepospolity. Trend liczebności populacji uznawany jest za spadkowy ze względu na wypalanie przez ludzi jego naturalnego habitatu w celu pozyskania terenów pod pastwiska dla bydła.